# Sport Progresso
O Sport Progresso é um clube português localizado na freguesia de Paranhos, concelho do Porto, distrito do Porto. O clube foi fundado em 15 de Agosto de 1908 e o seu atual presidente é António Almeida. Conta com os seus escalões na primeira infantis , iniciados e juniores na 1 divisão distrital . A equipa de futebol sénior participa, na época de 2013/14, na 2ª Divisão da Associação de Futebol do Porto.
Em 2016, após dois anos sem atividade desportiva e em risco de perder a sua sede na Rua do Carriçal e todo o seu espólio, a assembleia geral de sócios do clube decidiram doar o seu património museológico à Junta de Freguesia de Paranhos. Por não pagamento da renda, tinham já perdido o direito de usar o campo de jogos Queirós Sobrinho.
O centenário Sport Progresso, que fez 100 anos no dia 15 de agosto de 2008, continua a definhar e se não fosse o Presidente (entrou no 3º mandato), a preciosa ajuda dos elementos da direção e alguns sócios, com certeza iria desaparecer.
De notar que o clube tem uma sede nova (Rua do Carriçal, 220 - junto ao Amial), construída sem apoios de quaisquer entidades, facto que o Presidente da Câmara Municipal do Porto salientou na sua inauguração.

## Estádio
Os jogos em casa eram disputados no Campo Queiros Sobrinho ao Amial (atualmente o estacionamento da Churrasqueira Portuguesa do Amial). Há quem diga que se o Sport Progresso (concelho do Porto) pertencesse ao concelho de Matosinhos já tinha a equipa sénior há muito a jogar no seu Parque de jogos.

## Títulos
- AF Porto 1ª Divisão Série 1 1980–81, 1996–97, 2008–09

## Plantel 2008/09
- 1  GR- * João Picarote
- 12 GR- * Dida
- 24 GR- * Helder
- 2  DF- * Pacheco
- 25 DF- * Joel
- 5  DF- * Jorge Pereira
- 7  DF- * Rita
- 13 DF- * Marco
- 20 DF- * Violas
- 23 DF- * Carlos Salvador
- 3  MD- * Pinho
- 8  MD- * Joãozinho
- 10 MD- * Vilas Boas
- 17 MD- * Borges
- 21 MD- * Tozé
- 14 MD- * Coutinho
- 28 MD- * Bruno
- 22 MD- * Biko
- 18 MD- * Baltar
- 9  AV- * Cristiano
- 11 AV- * Silva
- 16 AV- * Julu
- 27 AV- * Ricardo Felix
- 19 AV- * Ivo Jesus

## Ligações Externas
- AF Porto